# Agriophara cremnopis
Agriophara cremnopis es una especie de polilla del género Agriophara, familia Depressariidae.
Fue descrita científicamente por Lower en 1894.